# Hoplothrips bruneri
Hoplothrips bruneri är en insektsart som först beskrevs av Watson 1933.  Hoplothrips bruneri ingår i släktet Hoplothrips och familjen rörtripsar. Inga underarter finns listade i Catalogue of Life.